# Lancia Jota
Le Lancia Jota est un camion, le premier de la gamme Lancia V.I., qui sera à l'origine d'une véritable série de modèles. 

## Le contexte historique
Nous sommes en 1915 et l'Italie s'apprête à entrer en guerre. Il est demandé aux industriels de transformer leur production pour satisfaire à l'effort de guerre et Lancia se voit enclin à présenter deux modèles de camions qui viennent compléter le Lancia 1Z, qui était le premier véhicule blindé de l'histoire italienne armé de mitrailleuses. 
L'armée du Roi d'Italie voulait disposer de véhicules pour assurer le transport des troupes et du matériel militaire, d'où les deux modèles.
Comme à son habitude, Vincenzo Lancia baptisa ses productions avec des lettres grecques.
De même, quasiment tous les châssis de camion seront utilisés pour la production de véhicules de transport de personnes, avec des carrosseries réalisées par des entreprises spécialisées extérieures.

## Lancia Jota
Le Lancia Jota a été lancé en 1915 et disposait du même moteur Lancia tipo 61 que l'automitrailleuse 1Z, un moteur essence 4 cylindres en ligne de 4 940 cm3 développant 70 ch, lui assure une vitesse de 65 km/h avec une charge utile de 2,4 tonnes. Son empattement est de 3,60 m. Véhicule à destination militaire par excellence, il équipera l'armée du Roi d'Italie et sera acquis par bon nombre d'armées étrangères de la coalition contre l'Allemagne. Il sera produit à 1 517 exemplaires à usage essentiellement militaire puis à 598 exemplaires après la guerre pour un usage civil.

## Lancia Djota
Lancé en même temps que la Jota, et disposant du même moteur Lancia tipo 61 essence 4 cylindres en ligne de 4 940 cm3 développant 70 ch, vitesse 65 km/h. Son empattement est réduit à 3,35 m mais sa charge utile de 2,4 tonnes reste inchangée. Il sera produit à 168 exemplaires à usage essentiellement militaire puis à seulement 2 exemplaires après la guerre pour un usage civil, car il sera très rapidement remplacé par le Triota.

## Lancia Triota
Lancé en 1921 après une période de reconstruction difficile, le Lancia Triota représente une évolution technologique par rapport aux modèles précédents Jota et Djota et se veut destiné au marché civil avec des dérivés pour des carrosseries d'autobus. Disposant du même moteur Lancia tipo 61 que ces derniers, le Lancia Tipo 61, 4 cylindres essence en ligne de 4 940 cm3 développant 70 ch, avec une vitesse de 70 km/h. Il sera commercialisé durant les années 1921 et 1922 à 256 exemplaires.

## Lancia Tetrajota
Lancé en 1921, le Lancia Tetrajota représente la même évolution technologique que le Triota. Disposant du même moteur Lancia tipo 61 que ce dernier, le Lancia Tipo 61, 4 cylindres essence en ligne de 4 940 cm3 développant 70 ch, avec une vitesse de 70 km/h. Il sera commercialisé durant les années 1921 à 1928 à 417 exemplaires.

## Lancia Pentajota
Lancé en 1924, le Lancia Pentajota représente la grande évolution technologique dans la conception des châssis pour véhicules lourds. Disposant d'un nouveau châssis avec un empattement porté à 4,31 m, la surface du plateau est de 7,77 m2, un vrai record pour cette époque. Il offre une charge utile de 5,3 tonnes et est considéré comme le premier véritable géant de la route. Il sera produit jusqu'en 1929 à 2 191 exemplaires.
Une version autobus sera réalisée par le constructeur reprenant ce même châssis extra long. Son accueil sera mitigé en raison d'une motorisation pas assez puissante. Il fut équipé du moteur du modèle précédent de 4 940 cm3 développant 70 HP. Bien que présentant des solutions techniques d'avant garde, comme le veut la réputation de la marque Lancia. En effet il disposait d'un système de freinage qui agissait non seulement sur les freins avant mais également sur la transmission. Sa production ne fut que de 2 000 exemplaires, dont une partie exportée en Grand-Bretagne. C'est l'Eptajota qui sera véritablement décliné en version autobus et qui connaîtra un grand succès commercial.

## Lancia Esajota
Lancé en 1926, le Lancia Esajota représente une très importante évolution technologique dans la conception des châssis d'autobus. Disposant du même moteur Lancia Tipo 61, 4 cylindres essence en ligne de 4 940 cm3 développant 70 ch, avec une vitesse de 70 km/h. Il sera étudié à la demande expresse de la société des transports en commun de Milan pour rajeunir son parc véhicules mais surtout avoir des autobus de grande capacité. Commercialisé uniquement durant l'année 1927 à 13 exemplaires. Il sera le prototype de l'autobus révolutionnaire que sera l'Omicron.

## Lancia Eptajota
Lancé en 1927, le Lancia Eptajota sera le dernier de la série Jota. remplaçant du Pentajota, il disposait du même moteur Lancia Tipo 61, 4 cylindres essence en ligne de 4 940 cm3 développant 70 ch, avec une vitesse de 70 km/h. Malgré un certain manque de puissance de son moteur, en fonction de la concurrence et des charges transportées, il sera commercialisé durant les années 1927 à 1934 à 1 965 exemplaires.